# IRB Nations Cup 2011
La IRB Nations Cup 2011 fu la 6ª edizione della Nations Cup, competizione internazionale organizzata dall'International Rugby Board al fine di favorire la crescita delle federazioni di secondo livello tramite l'incontro con le nazionali "A" di quelle di primo livello.
Si svolse tra il 10 e il 19 giugno 2011 a Bucarest fra sei squadre: la rappresentativa A di Argentina e le nazionali maggiori di Romania (Paese organizzatore), Georgia, Namibia e Portogallo nonché, per la prima volta, una squadra di club, la franchise provinciale del Capo Orientale dei Southern Kings.
Fu la quinta di dieci edizioni consecutive a tenersi in Romania, e ad aggiudicarsi la vittoria fu la nuova arrivata Southern Kings che riprese la tradizione di vincere all’esordio nella competizione, consuetudine interrotta dalla Namibia l'anno precedente.

## Formula
Le sei squadre furono divise in due gruppi ma all'interno di ogni gruppo le squadre non si sarebbero incontrate tra di loro; ogni squadra, infatti, avrebbe dovuto disputare tre incontri, uno ciascuno contro le tre squadre del gruppo al quale non apparteneva.
La classifica finale fu combinata tra tutte e sei le squadre e la migliore fu la vincitrice.
Il punteggio adottato fu quello dell'emisfero sud, quindi 4 punti per la vittoria, 2 per il pareggio, 0 per la sconfitta più gli eventuali bonus per quattro mete realizzate e/o la sconfitta con sette o meno punti di scarto.

## Squadre partecipanti

### Gruppo A
- Argentina A (Argentina Jaguares)
- Namibia
- Southern Kings (South African Kings)

### Gruppo B
- Georgia
- Portogallo
- Romania

## Risultati

### 1ª giornata
| Arbitro: | Pascal Gaüzère |

|                        |      |                        |
| Carpo 18’              | mt   | 42’ Botha              |
| Dumbravă 18’           | tr   |                        |
| Dumbravă 4’ Vlaicu 10’ | c.p. | 16’ Jantjies 64’ Botha |

| Arbitro: | Jérôme Garcès |

|                                  |      |                            |
| Chkhikvadze 5’ Khamashuridze 22’ | mt   | 13’, 69’, 71’ Grey         |
| M. Urjukashvili 5’, 22’          | tr   | 13’, 69’ Strydom           |
| M. Urjukashvili 48’              | c.p. | 18’, 40’, 45’, 54’ Strydom |

| Arbitro: | Andrew Small |

|                                         |      |                               |
| Tuculet 15’ Leonardi 47’ de la Vega 59’ | mt   | 8’ Murray 75’ le Roux         |
| González Iglesias 15’, 47’, 59’         | tr   |                               |
|                                         | c.p. | 1’, 11’, 18’, 61’, 65’ Cabral |

### 2ª giornata
| Arbitro: | Pascal Gaüzère |

|                               |      |                       |
| Gugava 28’                    | mt   | 67’ Ahualli de Chazal |
|                               | tr   | 67’ González Iglesias |
| B. Urjukashvili 28’, 54’, 62’ | c.p. | 19’, 32’ Madero       |

| Arbitro: | Andrew Small |

|                                                 |      |                           |
| Lazăr 10’                                       | mt   | 16’ Grey 44’ Strydom      |
|                                                 | tr   | 16’ Strydom               |
| Dumbravă 2’, 28’, 31’, 47’ Calafeteanu 70’, 73’ | c.p. | 5’, 14’, 33’, 51’ Strydom |
|                                                 | drop | 54’ Stick                 |

| Arbitro: | Jérôme Garcès |

|                          |      |                              |
| Correia 25’ le Roux 43’  | mt   | 35’ v. Wyk 56’ tecnica       |
| Cabral 25’, 43’          | tr   | 35’, 56’ Kotzé               |
| Cabral 8’, 51’ Serra 14’ | c.p. | 5’, 28’, 40’, 49’, 70’ Kotzé |

### 3ª giornata
| Arbitro: | Pascal Gaüzère |

|                         |      |                                                    |
| Acosta 14’ Severino 36’ | mt   | 10’ Engels 32’ Newland 49’ Potgieter 60’, 78’ Grey |
| Cabral 36’              | tr   | 32’, 49’ Strydom 60’, 78’ Stick                    |
|                         | c.p. | 4’, 28’ Strydom                                    |

| Arbitro: | Andrew Small |

|                               |      |                     |
| Samkharadze 34’ Gigauri 44’   | mt   | 6’ Winkler 13’ Bock |
| M. Urjukashvili 34’, 44’      | tr   | 13’ Jantjies        |
| M. Urjukashvili 12’, 51’, 59’ | c.p. | 9’, 46’ Jantjies    |

| Arbitro: | Jérôme Garcès |

|                      |      |                                       |
| Tonița 12’           | mt   | 32’, 60’, 80’ Tuculet 46’ Gómez López |
| Vlaicu 12’           | tr   | 32’, 60’ González Iglesias 80’ Madero |
| Calafeteanu 28’, 36’ | c.p. | 15’, 39’ González Iglesias            |
|                      | drop | 21’ Tuculet                           |

## Classifica combinata
|   | Squadre        | G | V | N | P | PF | PS | P±  | B | PT |
| - | -------------- | - | - | - | - | -- | -- | --- | - | -- |
| A | Southern Kings | 3 | 3 | 0 | 0 | 97 | 52 | +45 | 1 | 13 |
| B | Georgia        | 3 | 2 | 0 | 1 | 54 | 62 | -8  | 0 | 8  |
| A | Argentina A    | 3 | 1 | 0 | 2 | 71 | 52 | +19 | 3 | 7  |
| A | Namibia        | 3 | 1 | 0 | 2 | 58 | 59 | -1  | 2 | 6  |
| B | Romania        | 3 | 1 | 0 | 2 | 49 | 75 | -26 | 1 | 5  |
| B | Portogallo     | 3 | 1 | 0 | 2 | 60 | 89 | -29 | 1 | 5  |